# Francesc Quintana
Francesc Quintana er en arkitekt fra Spanien, han var arkitekt til La Sagrada Familia. Han blev sat på opgaven efter den originale arkitekt Gaudí døde i 1926